# Giacomo I Crispo
Giacomo I Crispo (ur. 1383, zm. 1418) – wenecki władca Księstwa Naksos w latach 1397-1418. 

## Życiorys
Był synem Francesco I Crispo. Jego następcą był brat Giovanni II Crispo. 